# Орландо Файджис
Орландо Файджис (на английски: Orlando Figes) е английски историк.

## Биография
Роден е на 20 ноември 1959 г. в Лондон в семейството на писателката Ева Файджис.
През 1982 г. завършва Кеймбриджкия университет, където малко по-късно защитава докторат. Преподава в същия университет до 1999 г., когато се мести в Лондонския университет.
Работи главно в областта на новата и най-новата история на Русия.